# Liste der Naturschutzgebiete im Schwarzwald-Baar-Kreis
Im Schwarzwald-Baar-Kreis gibt es 26 Naturschutzgebiete. Für die Ausweisung von Naturschutzgebieten ist das Regierungspräsidium Freiburg zuständig. Nach der Schutzgebietsstatistik der Landesanstalt für Umwelt, Messungen und Naturschutz Baden-Württemberg (LUBW) stehen 2.083,73 Hektar der Landkreisfläche unter Naturschutz, das sind 2,03 Prozent.
| Name                          | Bild | Kennung               | Einzelheiten | Position | Fläche Hektar | Datum         |
| ----------------------------- | ---- | --------------------- | --- | -------- | ------------- | ------------- |
| Hondinger Zisiberg            |      | 3.002 WDPA: 81931     | Blumberg Lebensraum einer für magere Kalktriften in der montanen Stufe der Baar typischen Flora und Fauna. | ⊙        | 1,9           | 1. Dez. 1983  |
| Unterhölzer Wald              |      | 3.019 WDPA: 82757     | Bad Dürrheim, Donaueschingen, Geisingen Ehemaliger Wildpark auf der Baar, im Bereich des Braunen Jura mit 300- bis 400-jährigen Eichen; im Südwesten Flachmoor (Birkenried) mit reicher Flora; Unterhölzer Weiher mit Röhricht aus Schilf und Rohrkolben; Brutgebiet zahlreicher Wasservögel und Rastplatz für Zugvögel. | ⊙        | 633,4         | 25. Juli 1969 |
| Wutachschlucht                |      | 3.024 WDPA: 166384    | Friedenweiler, Lenzkirch, Löffingen (alle Landkreis Breisgau-Hochschwarzwald), Bräunlingen (Schwarzwald-Baar-Kreis) Teile des Ober- und Mittellaufes der Wutach sowie des Unterlaufes der Gauchach im südöstlichen Schwarzwald; Beispiel der Ablenkung eines Flusses vom Flusssystem der Donau zu dem des Rheines, tektonisch bedingt durch den Bonndorfer Grabenbruch; zahlreiche geologische Vorgänge eines jungen Flusstales mit unausgeglichenem Gefälle, insbesondere starke Erosion in allen Schichten vom Grundgebirge bis zum Keuper; Verkarstungserscheinungen mit Versickerung und Wiederaustritt der Wutach; mit Wechsel der Exposition und des Untergrundes verschiedenartige Ausbildungen der Schluchtwälder; pontisch-mediterrane, atlantische und subalpine Pflanzenarten; sehr artenreiche Tierwelt mit Vorkommen seltener Arten. | ⊙        | 968,1         | 12. Aug. 1939 |
| Schwenninger Moos             |      | 3.028 WDPA: 82575     | Bad Dürrheim, Villingen-Schwenningen Moor auf der Europäischen Wasserscheide zwischen Donau und Rhein auf der Baar über Letten des Gipskeupers mit Neckarquelle. Das einstige Hochmoor ist durch jahrhundertelangen Torfabbau zerstört worden. Das neu entstandene Landschaftsbild mit den verheideten Flächen im Wechsel mit Birken-Moorwald und Grauweiden-Gebüsch ist als Erholungsgebiet für die Stadt Schwenningen auch heute noch wertvoll. | ⊙        | 97,3          | 15. März 1985 |
| Deggenreuschen - Rauschachen  |      | 3.035 WDPA: 81508     | Hüfingen Waldgebiet auf der Muschelkalkhochfläche der Baar (stellenweise auf Lettenkeuper); von Fichte beherrschter Fichten-Tannenwald, ehemals mit Buche durchsetzt, mit interessanter Flora. | ⊙        | 124,8         | 7. Apr. 1941  |
| Günterfelsen und Umgebung     |      | 3.052 WDPA: 81786     | Furtwangen im Schwarzwald Flachgeneigter Höhenrücken (1131 m) im Schwarzwald mit erratischen Blöcken | ⊙        | 1,7           | 19. Juni 1956 |
| Palmenbuck                    |      | 3.054 WDPA: 82301     | Bräunlingen Raine und Wiesengelände auf einem Höhenrücken (728 m) am Rande des Breg-Tales auf der Baar (Oberer Muschelkalk); Halbtrockenrasen. | ⊙        | 0,3           | 19. Aug. 1958 |
| Blindensee                    |      | 3.056 WDPA: 81421     | Schönwald im Schwarzwald Hochmoor im Granitgestein-Gebiet des Schwarzwaldes (ca. 1000 m) mit Bergkiefern, Schlenken und Bulten; im Südwesten der Blindensee (ca. 50 m Durchmesser) mit Schwingrasen; am Rand Binsen-Nassweiden. | ⊙        | 28,4          | 2. März 1960  |
| Betzenbühl                    |      | 3.075 WDPA: 81389     | Donaueschingen Halbtrockenrasen mit reicher Flora. An den Rändern Rosen-Hasel-Gebüsch. | ⊙        | 2,0           | 8. Aug. 1969  |
| Wutachflühen                  |      | 3.107 WDPA: 82952     | Blumberg, Stühlingen Der als Wutachflühen bezeichnete Teil des Wutachtales zwischen dem Lettergraben im Norden und dem Weilergrabenbach im Süden; Naturraum von besonderer Eigenart und Schönheit mit erdgeschichtlich bedeutsamem Naturaufschluß des Muschelkalks und Lebensraum artenreicher Gesellschaften seltener, zum Teil vom Aussterben bedrohter Pflanzen- und Tierarten. | ⊙        | 374,0         | 27. Sep. 1979 |
| Tannhörnle                    |      | 3.121 WDPA: 82687     | Villingen-Schwenningen Erhaltung der ehemaligen Huteweide als Lebensraum für zahlreiche, zum Teil vom Aussterben bedrohte Tier- und Pflanzenarten; als naturhafter Landschaftsteil von besonderer Eigenart und Schönheit und als Gebiet von hervorragender Bedeutung für die Wissenschaft. | ⊙        | 23,2          | 17. Sep. 1982 |
| Zollhausried                  |      | 3.151 WDPA: 166427    | Blumberg Flach- und Übergangsmoorbereiche, Streuwiesen und Hochstaudenfluren mit zahlreichen z. T. vom Rückgang oder Aussterben bedrohten Pflanzen- und Tierarten. | ⊙        | 76,4          | 31. Okt. 1985 |
| Briglirain                    | BW   | 3.153 WDPA: 162564    | Furtwangen im Schwarzwald, Schönwald im Schwarzwald Relativ ungestörter Moorkomplex aus Hang-, Nieder-, Übergangs- und Hochmoorbereichen; Lebensraum von stark zurückgehenden Pflanzengesellschaften und in ihrer Existenz bedrohten Pflanzenarten. | ⊙        | 26,0          | 3. Dez. 1985  |
| Plattenmoos                   |      | 3.158 WDPA: 165008    | Villingen-Schwenningen, Brigachtal Vielfältig gegliedertes Feuchtgebiet; teilabgetorftes ehemaliges Hochmoor mit großer Biotopvielfalt, die u. a. Hoch- und Übergangsmoorflächen mit Moorwäldern und Bruchwaldgebüschen, Nass- und Feuchtwiesen enthält. | ⊙        | 55,7          | 26. Juni 1986 |
| Elzhof                        | BW   | 3.172 WDPA: 162937    | Schönwald im Schwarzwald Abschnitt des Schwarzenbachtales mit Hoch-, Übergangs- und Flachmooren, Magerrasen, artenreiche Wirtschaftswiesen mit einer Vielzahl gefährdeter Pflanzen- und Tierarten. | ⊙        | 28,6          | 30. Apr. 1990 |
| Billibuck                     |      | 3.195 WDPA: 162416    | Blumberg Ein dem Albtrauf vorgelagerter Zeugenberg von besonderer Eigenart und Schönheit; reich strukturierter Landschaftsteil mit blumenbunten Magerrasen, Brachen, Gebüschen und Baumgruppen; Lebensraum einer Vielzahl seltener und geschützter wärmeliebender Tier- und Pflanzenarten. | ⊙        | 11,0          | 15. Nov. 1993 |
| Grüninger Ried                |      | 3.199 WDPA: 163404    | Donaueschingen, Brigachtal Vielfältiges, strukturreiches Mosaik aus unterschiedlichen Feuchtwiesentypen, Brachen, Großseggenrieden und Röhrichten; durch Wiederbewirtschaftung brachgefallener Bereiche sollen Teile des Gebietes aufgewertet werden. | ⊙        | 10,8          | 1. Feb. 1994  |
| Mühlhauser Halde              |      | 3.204 WDPA: 164726    | Villingen-Schwenningen Vom Menschen geprägtes, reich strukturiertes Gebiet mit Wacholderheiden, Magerrasen, Feldgehölzen, Baumgruppen, Quellaustritten mit kleinen Kalkflachmooren, Fettwiesen, bachbegleitenden Hochstaudenfluren und Gehölzen sowie Flachwasserteichen; Lebensraum für eine Vielzahl seltener und geschützter Tier- und Pflanzenarten. | ⊙        | 51,7          | 7. März 1995  |
| Weiherbachtal                 |      | 3.219 WDPA: 166206    | Donaueschingen Talniederung mit großflächigen Feuchtwiesen unterschiedlicher Ausprägung (z. T. brachliegend) und einem Weiher mit umgebendem Großseggenried. Vielfältig strukturiertes Mosaik von Biotopen, wie unterschiedlichen Feuchtwiesentypen, Brachestadien, Großseggenrieden, Röhrichten, einzelnen Gehölzen und Gewässern; Brut-, Rast- und Überwinterungsgebiet für gefährdete Vogelarten, großflächiges Vorkommen von Trollblumen-Bachkratzdistelwiesen mit charakteristischer Tier- und Pflanzenwelt. | ⊙        | 38,9          | 9. Feb. 1996  |
| Laubeck-Rensberg              | BW   | 3.224 WDPA: 164386    | Schonach im Schwarzwald Durch Moore und ausgedehnte Nadelwälder gekennzeichneter Höhenrücken östlich des oberen Elztales. Struktur- und artenreiches Mosaik aus unterschiedlichen Wäldern, MoorenWiesen, Weiden und anderen Lebensräumen; verkehrs- und siedlungsarmer, relativ wenig gestörter Bereich. | ⊙        | 232,7         | 17. Mai 1996  |
| Birken-Mittelmeß              |      | 3.230 WDPA: 162427    | Bad Dürrheim, Donaueschingen Überregional bedeutendes, Ausgedehntes Riedgebiet. Mosaik aus Mooren, Großseggenrieden, Röhrichten, Feuchtwiesen, Magerrasen, Hochstaudenfluren und Gehölzen; Lebensraum zahlreicher seltener und gefährdeter Tier- und Pflanzenarten; Brut-, Rast- und Überwinterungsgebiet für gefährdete Vogelarten. | ⊙        | 170,8         | 17. Dez. 1996 |
| Rohrhardsberg-Obere Elz       |      | 3.245 WDPA: 165209    | Elzach, Simonswald, Furtwangen im Schwarzwald, Schönwald im Schwarzwald, Schonach im Schwarzwald Rohrhardsberg-Massiv mit hochmontanen, mit dem Hochschwarzwald vergleichbaren Lebensgemeinschaften und Oberes Elztal mit Mooren und artenreichen Wiesen. Lebensraum für eine Vielzahl gefährdeter, zum Teil vom Aussterben bedrobter Tier- und Pflanzenarten. Subalpiner Vorposten im Mittleren Schwarzwald mit der entsprechenden Flora und Fauna. Verkehrs- und siedlungsarmer, relativ wenig gestörter Bereich. | ⊙        | 557,7         | 18. Dez. 1997 |
| Schlossberg-Hauberg           |      | 3.254 WDPA: 165421    | Hornberg, Triberg im Schwarzwald Steile Berghänge mit Felsen, Block(schutt)halden und weitgehend naturnahen Wäldern; Zeugnis historischer Waldbewirtschaftungsformen (Niederwälder und Eichenschälwälder). | ⊙        | 106,9         | 20. Jan. 2000 |
| Gifitzenmoos                  |      | 3.261 WDPA: 318439    | Mönchweiler Strukturreiches Feuchtgebiet mit Nasswiesen, Gehölzen, Kleingewässern u. a.; Lebensraum zahlreicher seltener und gefährdeter Tier- und Pflanzenarten. | ⊙        | 7,2           | 9. Nov. 2001  |
| Albtrauf Baar                 |      | 3.280 WDPA: 555514011 | Bad Dürrheim, Geisingen, Immendingen Reich strukturiertes Mosaik aus naturnahen und kulturbetonten Flächen, mit hervorragend ausgebildeten Magerrasen, Waldsäumen, Gebüschen, natürlich waldfreien Rutschhalden, naturnahen Laubwäldern und lichten, artenreichen Nadelwäldern unterschiedlicher Ausprägung | ⊙        | 365,3         | 27. Mai 2010  |
| Mönchsee-Weiherwiesen         |      | 3.282 WDPA: 555552565 | Mönchweiler, Villingen-Schwenningen Arten- und strukturreiches Mosaik aus Wiesen (insb. Feucht- und Nasswiesen), Großseggenrieden, Röhrichten, Magerrasen, Hochstaudenfluren, Gewässern u. a.; Brut-, Rast- und Überwinterungsgebiet für gefährdete Vogelarten | ⊙        | 34,7          | 26. März 2012 |
| Legende für Naturschutzgebiet |      |                       | |          |               |               |